# Las Niñas del Aguaucho
Las Niñas del Aguaucho sont un groupe de cinq résistantes républicaines espagnoles, victimes d'un épisode symbolique de la violence contre les femmes pendant la guerre. Elles sont humiliées, violées, puis assassinées pendant la guerre d'Espagne par les nationalistes en Andalousie.

## Histoire
Le 27 août 1936, en Andalousie, aux débuts de la guerre d'Espagne, un groupe d'hommes nationalistes, membres de la Phalange, enlève plusieurs adolescentes et jeunes filles (en espagnol : Niñas) âgées de 16 à 22 ans, dans la ville de Fuentes de Andalucía, à bord d'une camionnette, et les dirigent une propriété nommée El Aguaucho pour les séquestrer. Dans cet endroit, les hommes les obligent d'abord à préparer et servir les repas, puis les violent, avant de les assassiner dans la commune de Cañada Rosal.

## LesNiñas
- María Jesús Caro González, 18 ans;
- Coral García Lora, 16 ans;
- Josefa García Lora , 18 ans;
- María León Becerril, 22 ans;
- Joaquina Lora Muñoz, 18 ans.

## Postérité
En 2024, leurs restes présumés sont retrouvés dans une fosse commune du cimetière de la ville de Cañada Rosal.